# Marjana Gaponenko

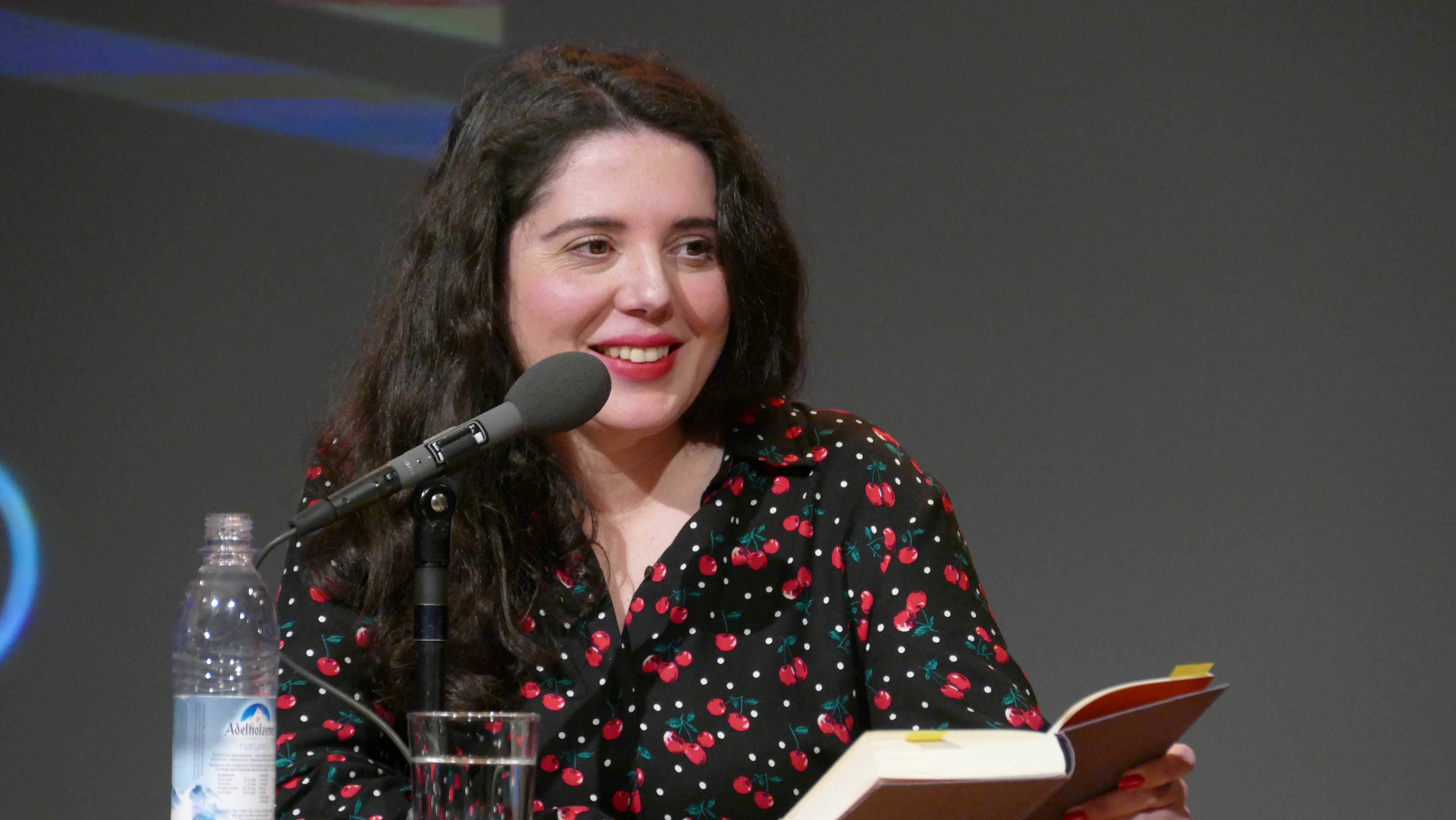
Marjana Gaponenko, 2019

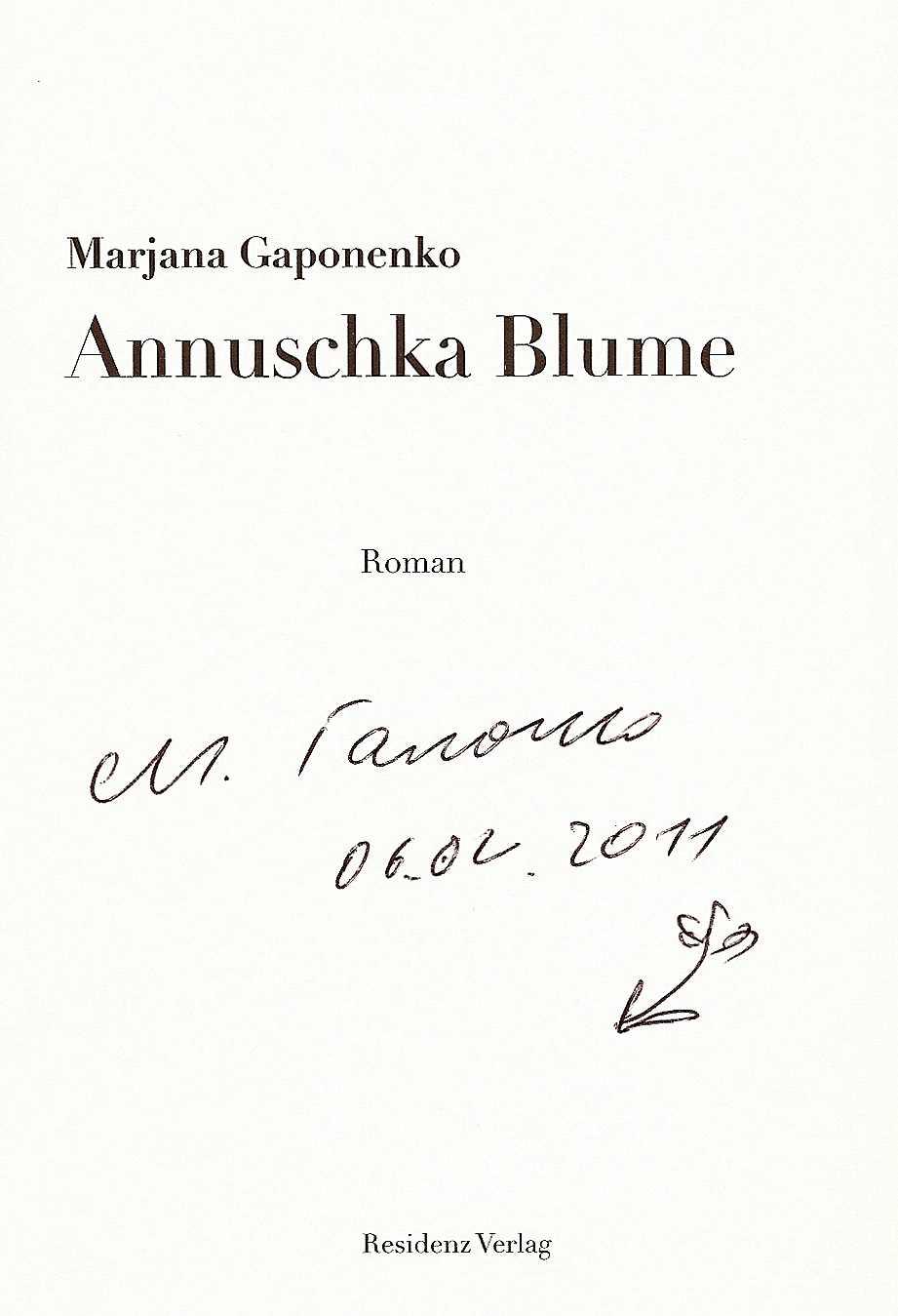
Autograph

Marjana Mychajliwna Gaponenko (ukrainisch Мар'яна Михайлівна Гапоненко Marjana Mychajliwna Gaponenko; * 6. September 1981 in Odessa, Ukrainische SSR) ist eine ukrainische Schriftstellerin, die seit 1996 in deutscher Sprache schreibt.

## Leben und Werk
Marjana Gaponenko verbrachte ihre Kindheit und Jugend in Odessa. Nach dem Schulabschluss studierte sie an der Universität Odessa Germanistik und begann Gedichte zu schreiben und zu veröffentlichen.
In Deutschland wurde sie zunächst von Erik Martin, dem Herausgeber der Literaturzeitschrift Muschelhaufen, gefördert und einem größeren Leserkreis mit Gedichten bekannt. Gaponenkos Gedichte wurden ins Englische, Französische, Italienische, Polnische, Rumänische und Türkische übersetzt.
2000 debütierte sie mit dem Gedichtband Wie tränenlose Ritter.
2001 gehörte sie zu den Kandidaten um den Titel Autor des Jahres der Zeitschrift Deutsche Sprachwelt.
2010 erschien der erste Roman, Annuschka Blume, beim Residenz Verlag. 2012 erschien bei Suhrkamp der auch ins Englische und Französische übersetzte Roman Wer ist Martha? die Geschichte zweier alten Männer, die ihre letzten Tage in einem noblen Wiener Hotel verbringen und dort auf den Tod warten.
Nach jeweils dreijährigen Aufenthalten in Krakau und Dublin lebt Marjana Gaponenko, die Mitglied des Autorenforums Der Goldene Fisch ist, in Wien und Mainz. Sie ist Gründungsmitglied des PEN Berlin.

## Einzeltitel
- Wie tränenlose Ritter. Gedichte. Geest-Verlag, Großenkneten 2000, ISBN 3-934852-10-6.
- Tanz vor dem Gewitter. Gedichte. Verlag Neue Münchner Edition, München 2001, ISBN 3-935789-00-9.
- Freund. Gedichte. Majak Verlag, Odessa 2002, ISBN 966-587-059-9.
- Prieten. Gedichte. Ins Rumänische übertragen von Daniel Pop. Editura Emia, Deva 2003, OCLC 935485276.
- Reise in die Ferne. Gedichte. Majak Verlag, Odessa 2003, ISBN 966-587-011-4.
- Sieben Gedichte. Schachteledition. Galerie Pirschke, Köln 2005, OCLC 698895649.
- Nachtflug. Gedichte. Polonius Verlag, Frankfurt am Main 2007, ISBN 978-3-940336-00-2.
- Die Löwenschule. Eine wahre Geschichte für Kinder und Erwachsene. Polonius Verlag, Frankfurt am Main 2008, ISBN 978-3-940336-01-9.
- Annuschka Blume. Roman, Residenz Verlag, Salzburg 2010, ISBN 978-3-7017-1544-2.
- Wer ist Martha? Roman. Suhrkamp Verlag, Berlin 2012, ISBN 978-3-518-42315-8.
- Strohhalm in Luzifers Schweif. Erzählungen. edition miromente, Bregenz 2015, ISBN 978-3-200-03806-6.
- Das letzte Rennen. Roman. C. H. Beck, München 2016, ISBN 978-3-406-68955-0.
- Der Dorfgescheite. Roman. C. H. Beck, München 2018, ISBN 978-3-406-72627-9.
- Echte Humanität? Ein Plädoyer für das Spielen mit Tieren. AQUINarte, Kassel 2025, ISBN 978-3-933332-14-1.

## Anthologien (Auswahl)
- Theo Breuer (Hrsg.): NordWestSüdOst. Gedichte von Zeitgenossen. Edition YE, Sistig/Eifel 2003.
- Daniela Egger (Hrsg.): Austern im Schnee und andere Sommergeschichten. Eine literarische Landkarte von Lech und Zürs. Bucher, Hohenems 2008.
- Shafiq Naz (Hrsg.): Der deutsche Lyrikkalender. alhambra publishing, Bertem 2009.
- Christoph Buchwald, Uljana Wolf (Hrsg.): Jahrbuch der Lyrik. S. Fischer Verlag, Frankfurt am Main 2009.
- Axel Kutsch (Hrsg.): Versnetze. Deutschsprachige Lyrik der Gegenwart. Verlag Ralf Liebe, Weilerswist 2008–2010.

## Auszeichnungen
- 2001: Autor des Jahres 2001 der Zeitschrift Deutsche Sprachwelt.[6]
- 2001: Literaturstipendium Künstlerdorf Schöppingen[7]
- 2009: Frau Ava Literaturpreis
- 2013: Adelbert-von-Chamisso-Preis[8]
- 2013: Literaturpreis Alpha
- 2017: Martha-Saalfeld-Förderpreis